# Reckless & Relentless
Reckless & Relentless — другий студійний альбом британського металкор гурту Asking Alexandria, випущений 5 квітня 2011 року на лейблі Sumerian Records

## Про альбом
Анонс альбому відбувся 22 грудня 2009 року. Запис розпочато в червні 2010 року на студії Foundation Recording Studios у місті Коннерсвілл, штат Індіана і закінчено восени цього ж року.
Альбом отримав багато позитивних відгуків від критиків, котрі високо оцінили гучне звучання музики, а також похвалили вокал Бена Брюса, але, водночас, критикували надмірне використання електронних інструментів. Альбом дебютував під номером 9 в чарті Billboard 200. Протягом першого тижня було продано більше 31000 копій платівки.

## Список композицій
| #     | Назва                    | Тривалість |
| ----- | ------------------------ | ---------- |
| 1.    | «Welcome»                | 1:49       |
| 2.    | «Dear Insanity»          | 3:09       |
| 3.    | «Closure»                | 3:58       |
| 4.    | «A Lesson Never Learned» | 3:54       |
| 5.    | «To the Stage»           | 3:30       |
| 6.    | «Dedication»             | 1:03       |
| 7.    | «Someone, Somewhere»     | 3:37       |
| 8.    | «Breathless»             | 4:10       |
| 9.    | «The Match»              | 4:15       |
| 10.   | «Another Bottle Down»    | 3:34       |
| 11.   | «Reckless & Relentless»  | 4:08       |
| 12.   | «Morte et Dabo»          | 5:15       |
| 42:25 |                          |            |

| Best Buy bonus tracks | Best Buy bonus tracks                                                                     | Best Buy bonus tracks |
| #                     | Назва                                                                                     | Тривалість            |
| --------------------- | ----------------------------------------------------------------------------------------- | --------------------- |
| 13.                   | «When Everyday's the Weekend» (Big Chocolate remix)                                       | 3:51                  |
| 14.                   | «Nobody Don't Dance No More» (Noah D remix)                                               | 3:49                  |
| 15.                   | «If You Can't Ride Two Horses at Once... You Should Get Out of the Circus» (Noah D remix) | 3:53                  |
| 16.                   | «I Was Once, Possibly, Maybe, Perhaps a Cowboy King» (Robotsonics remix)                  | 5:31                  |
| 17.                   | «A Prophecy» (Big Chocolate remix)                                                        | 4:26                  |
| 62:52                 |                                                                                           |                       |

| Hot Topic bonus tracks | Hot Topic bonus tracks                                                     | Hot Topic bonus tracks |
| #                      | Назва                                                                      | Тривалість             |
| ---------------------- | -------------------------------------------------------------------------- | ---------------------- |
| 13.                    | «The Final Episode (Let's Change the Channel)» (Borgore's Die Bitch remix) | 4:12                   |
| 14.                    | «A Candlelit Dinner with Inamorta» (Run DMT remix)                         | 4:14                   |
| 15.                    | «A Prophecy» (Big Chocolate Electro remix)                                 | 4:17                   |
| 54:06                  |                                                                            |                        |

## Чарти
| Чарт                                  | Країна          | Позиція |
| ------------------------------------- | --------------- | ------- |
| Australian Albums Chart (ARIA Charts) | Австралія       | 30      |
| UK Albums Chart                       | Велика Британія | 98      |
| Billboard 200                         | США             | 9       |
| Rock Albums (Billboard)               | США             | 4       |
| Hard Rock Albums (Billboard)          | США             | 2       |

## Учасники запису

### Asking Alexandria
- Денні Ворсноп — вокал, клавішні, програмування
- Бен Брюс — соло-гітара, бек-вокал, програмування
- Камерон Лідделл — ритм-гітара, бек-вокал
- Сем Беттлі  — бас-гітара
- Джеймс Касселлс — ударні

### Запрошені музиканти
- Джеймс Мюррей